# Wilson (contea di Menominee, Michigan)
Wilson è una comunità non incorporata situata nella contea di Menominee, in Michigan.

## Storia

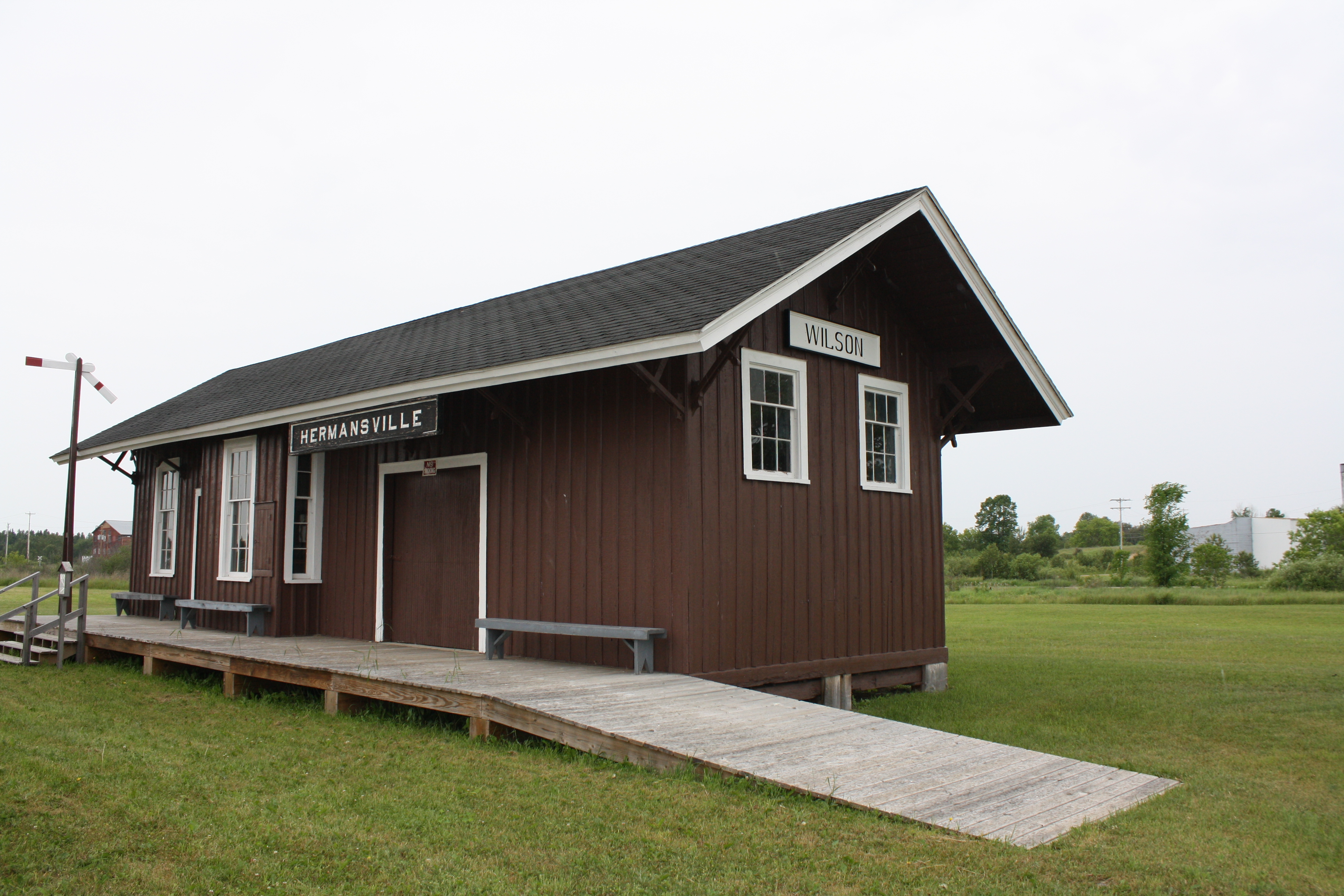
Ex stazione ferroviaria di Wilson in mostra all'IXL Historical Museum.

La Chicago and North Western Railway costruì una stazione ferroviaria presso la comunità nel 1872-73, per portare il carbone nella città, che originariamente era chiamata Ferry Switch. La prima scuola a Wilson fu aperta nel 1881-82 e il primo ufficio postale, il 24 febbraio 1881. La città fu ribattezzata Wilson il 1º novembre 1881, in onore del proprietario della segheria locale Frank D. Wilson, che divenne poi direttore delle poste. La stazione ferroviaria fu chiusa nel 1950.

### Chiesa avventista del settimo giorno
Gli edifici centrali nella comunità rurale di Wilson sono la scuola e la chiesa avventista del settimo giorno.
All'inizio del 1900, un gruppo di avventisti del Wisconsin si trasferì nell'area e iniziò a coltivare. Una chiesa fu eretta nel 1908, in cui le funzioni si tenevano originariamente in francese. Nel 1948, la chiesa fu demolita a seguito di un incendio, tuttavia, una nuova chiesa fu costruita e completata nel 1949.
Molti dei discendenti di coloro che hanno contribuito a costruire la chiesa e la scuola vivono ancora nella zona. Wilson ospita la più grande chiesa avventista della penisola superiore del Michigan.